# Girl of My Dreams (album)
 (juin 2023).
La mise en forme du texte ne suit pas les recommandations de Wikipédia : il faut le « wikifier ».
Les points d'amélioration suivants sont les cas les plus fréquents. Le détail des points à revoir est peut-être précisé sur la page de discussion.
- Les titres sont pré-formatés par le logiciel. Ils ne sont ni en capitales, ni en gras.
- Le texte ne doit pas être écrit en capitales (les noms de famille non plus), ni en gras, ni en italique, ni en « petit »…
- Le gras n'est utilisé que pour surligner le titre de l'article dans l'introduction, une seule fois.
- L'italique est rarement utilisé : mots en langue étrangère, titres d'œuvres, noms de bateaux, etc.
- Les citations ne sont pas en italique mais en corps de texte normal. Elles sont entourées par des guillemets français : « et ».
- Les listes à puces sont à éviter, des paragraphes rédigés étant largement préférés. Les tableaux sont à réserver à la présentation de données structurées (résultats, etc.).
- Les appels de note de bas de page (petits chiffres en exposant, introduits par l'outil «  Source ») sont à placer entre la fin de phrase et le point final[comme ça].
- Les liens internes (vers d'autres articles de Wikipédia) sont à choisir avec parcimonie. Créez des liens vers des articles approfondissant le sujet. Les termes génériques sans rapport avec le sujet sont à éviter, ainsi que les répétitions de liens vers un même terme.
- Les liens externes sont à placer uniquement dans une section « Liens externes », à la fin de l'article. Ces liens sont à choisir avec parcimonie suivant les règles définies. Si un lien sert de source à l'article, son insertion dans le texte est à faire par les notes de bas de page.
- La présentation des références doit suivre les conventions bibliographiques. Il est recommandé d'utiliser les modèles {{Ouvrage}}, {{Chapitre}}, {{Article}}, {{Lien web}} et/ou {{Bibliographie}}. Le mode d'édition visuel peut mettre en forme automatiquement les références.
- Insérer une infobox (cadre d'informations à droite) n'est pas obligatoire pour parachever la mise en page.

Pour une aide détaillée, merci de consulter Aide:Wikification.
Si vous pensez que ces points ont été résolus, vous pouvez retirer ce bandeau et améliorer la mise en forme d'un autre article.
 (juillet 2023).
Girl of My Dreams est le premier album studio de l'auteure-compositrice-interprète américaine Fletcher, sorti le 16 septembre 2022 via Capitol Records.

## Promotion
Quatre singles apparaissent dans Girl of My Dreams : Her Body Is Bible, Becky's So Hot, Sting  et Better Version. Une édition deluxe de l'album est sortie le 18 novembre 2022, qui a été promue par le single Suckerpunch ainsi que le single précédemment sorti, Healing.

## Réception critique
Girl of My Dreams a reçu des appréciations généralement favorables de la part des critiques. Chez Metacritic, qui attribue une note normalisée sur 100 aux évaluations des publications professionnelles, l'album a reçu une note moyenne pondérée de 73, indiquant "des critiques généralement favorables".
Shannon Garner de Clash a qualifié l'album de "projet chaotique et non filtré qui déballe et s'attaque de front aux insécurités" et "une montagne russe intense de pop suralimentée mais même dans ses moments douloureux, le disque dégage un espoir indéniable". Garner a surnommé Girl of My Dreams "l'œuvre la plus révélatrice et la plus révélatoire de Fletcher à ce jour" qui "consolide sa position en tant que plus qu'une simple artiste queer".
Écrivant pour Pitchfork, Dani Blum était plus critique, déclarant que l'écriture de chansons de Fletcher sur Girl of My Dreams "se cache derrière des aveux concertés" et qu'elle "attribue des étiquettes maladroites à ses émotions sans les interroger ni même les articuler pleinement". Blum a ajouté qu'il y a des fragments d'idées intrigantes enfouies dans l'acoustique laborieuse de l'album et les confections rock-pop criardes, mais Fletcher ne parvient pas à les creuser" et a tourné en dérision la liste des pistes de l'album en tant que collection, concluant que "les femmes au centre de ces les chansons sont des espaces plats et vides : la seule image concrète qu'elle fournit est une chemise Taylor Swift froissée sur le sol d'une ex".

## Liste des pistes
| Girl of My Dreams liste des pistes | Girl of My Dreams liste des pistes | Girl of My Dreams liste des pistes | Girl of My Dreams liste des pistes | Girl of My Dreams liste des pistes | Girl of My Dreams liste des pistes | Girl of My Dreams liste des pistes | Girl of My Dreams liste des pistes | Girl of My Dreams liste des pistes | Girl of My Dreams liste des pistes |
| No                                 | Titre                              | Auteur(s)                          | Durée                              |                                    |                                    |                                    |                                    |                                    |                                    |
| ---------------------------------- | ---------------------------------- | ---------------------------------- | ---------------------------------- | ---------------------------------- | ---------------------------------- | ---------------------------------- | ---------------------------------- | ---------------------------------- | ---------------------------------- |
| 1.                                 | Sting                              |                                    | 3:07                               |                                    |                                    |                                    |                                    |                                    |                                    |
| 2.                                 | Guess We Lied...                   |                                    | 2:31                               |                                    |                                    |                                    |                                    |                                    |                                    |
| 3.                                 | Birthday Girl                      |                                    | 3:16                               |                                    |                                    |                                    |                                    |                                    |                                    |
| 4.                                 | Becky's So Hot                     |                                    | 2:42                               |                                    |                                    |                                    |                                    |                                    |                                    |
| 5.                                 | Better Version                     |                                    | 2:53                               |                                    |                                    |                                    |                                    |                                    |                                    |
| 6.                                 | Conversations                      |                                    | 3:04                               |                                    |                                    |                                    |                                    |                                    |                                    |
| 7.                                 | Serial Heartbreaker                |                                    | 2:13                               |                                    |                                    |                                    |                                    |                                    |                                    |
| 8.                                 | Her Body Is Bible                  |                                    | 2:57                               |                                    |                                    |                                    |                                    |                                    |                                    |
| 9.                                 | I Think I'm Growing?               |                                    | 1:32                               |                                    |                                    |                                    |                                    |                                    |                                    |
| 10.                                | Girl of My Dreams                  |                                    | 3:32                               |                                    |                                    |                                    |                                    |                                    |                                    |
| 11.                                | Holiday                            |                                    | 3:13                               |                                    |                                    |                                    |                                    |                                    |                                    |
| 12.                                | I Love You, Bitch                  |                                    | 2:53                               |                                    |                                    |                                    |                                    |                                    |                                    |
| 13.                                | For Cari                           |                                    | 3:20                               |                                    |                                    |                                    |                                    |                                    |                                    |
| 37:13                              |                                    |                                    |                                    |                                    |                                    |                                    |                                    |                                    |                                    |

| Girl of My Dreams édition deluxe liste des pistes | Girl of My Dreams édition deluxe liste des pistes | Girl of My Dreams édition deluxe liste des pistes | Girl of My Dreams édition deluxe liste des pistes | Girl of My Dreams édition deluxe liste des pistes | Girl of My Dreams édition deluxe liste des pistes | Girl of My Dreams édition deluxe liste des pistes | Girl of My Dreams édition deluxe liste des pistes | Girl of My Dreams édition deluxe liste des pistes | Girl of My Dreams édition deluxe liste des pistes |
| No                                                | Titre                                             | Auteur(s)                                         | Durée                                             |                                                   |                                                   |                                                   |                                                   |                                                   |                                                   |
| ------------------------------------------------- | ------------------------------------------------- | ------------------------------------------------- | ------------------------------------------------- | ------------------------------------------------- | ------------------------------------------------- | ------------------------------------------------- | ------------------------------------------------- | ------------------------------------------------- | ------------------------------------------------- |
| 1.                                                | 20 Something                                      |                                                   | 3:33                                              |                                                   |                                                   |                                                   |                                                   |                                                   |                                                   |
| 2.                                                | I Think I'm Growing?                              |                                                   | 1:32                                              |                                                   |                                                   |                                                   |                                                   |                                                   |                                                   |
| 3.                                                | Girl of My Dreams                                 |                                                   | 3:32                                              |                                                   |                                                   |                                                   |                                                   |                                                   |                                                   |
| 4.                                                | Healing                                           |                                                   | 3:08                                              |                                                   |                                                   |                                                   |                                                   |                                                   |                                                   |
| 5.                                                | Suckerpunch                                       |                                                   | 2:18                                              |                                                   |                                                   |                                                   |                                                   |                                                   |                                                   |
| 6.                                                | Birthday Girl                                     |                                                   | 3:16                                              |                                                   |                                                   |                                                   |                                                   |                                                   |                                                   |
| 7.                                                | Better Version                                    |                                                   | 2:53                                              |                                                   |                                                   |                                                   |                                                   |                                                   |                                                   |
| 8.                                                | Sting                                             |                                                   | 3:07                                              |                                                   |                                                   |                                                   |                                                   |                                                   |                                                   |
| 9.                                                | Becky's So Hot                                    |                                                   | 2:42                                              |                                                   |                                                   |                                                   |                                                   |                                                   |                                                   |
| 10.                                               | Conversations                                     |                                                   | 3:04                                              |                                                   |                                                   |                                                   |                                                   |                                                   |                                                   |
| 11.                                               | Guess We Lied...                                  |                                                   | 2:31                                              |                                                   |                                                   |                                                   |                                                   |                                                   |                                                   |
| 12.                                               | Serial Heartbreaker                               |                                                   | 2:13                                              |                                                   |                                                   |                                                   |                                                   |                                                   |                                                   |
| 13.                                               | Holiday                                           |                                                   | 3:13                                              |                                                   |                                                   |                                                   |                                                   |                                                   |                                                   |
| 14.                                               | Her Body Is Bible                                 |                                                   | 2:57                                              |                                                   |                                                   |                                                   |                                                   |                                                   |                                                   |
| 15.                                               | I Love You, Bitch                                 |                                                   | 2:53                                              |                                                   |                                                   |                                                   |                                                   |                                                   |                                                   |
| 16.                                               | For Cari                                          |                                                   | 3:20                                              |                                                   |                                                   |                                                   |                                                   |                                                   |                                                   |
| 17.                                               | Better Version (featuring Kelsea Ballerini)       |                                                   | 2:54                                              |                                                   |                                                   |                                                   |                                                   |                                                   |                                                   |
| 52:15                                             |                                                   |                                                   |                                                   |                                                   |                                                   |                                                   |                                                   |                                                   |                                                   |

| 14. | Fuckboy |  | 2:15 |
| 15. | Riot    |  | 2:40 |

| 14. | 20 Something   |  | 3:33 |
| 15. | Pussy Is Bible |  | 2:58 |

## Classements
| Chart (2022)                       | Meilleure position |
| ---------------------------------- | ------------------ |
| Australian Albums (ARIA)           | 42                 |
| Austrian Albums (Ö3 Austria)       | 75                 |
| Belgian Albums (Ultratop Flanders) | 16                 |
| Belgian Albums (Ultratop Wallonia) | 66                 |
| Dutch Albums (Album Top 100)       | 35                 |
| German Albums (Offizielle Top 100) | 45                 |
| Irish Albums (IRMA)                | 77                 |
| New Zealand Albums (RMNZ)          | 9                  |
| Scottish Albums (OCC)              | 18                 |
| UK Albums (OCC)                    | 44                 |
| US Billboard 200                   | 15                 |